# Boarmia mniophilaria
Boarmia mniophilaria är en fjärilsart som beskrevs av Achille Guenée 1857. Boarmia mniophilaria ingår i släktet Boarmia och familjen mätare. Inga underarter finns listade i Catalogue of Life.